# David Duchovny
David William Duchovny (ur. 7 sierpnia 1960 w Nowym Jorku) – amerykański aktor filmowy i telewizyjny, reżyser, scenarzysta, producent i wokalista. Znany głównie z seriali Z Archiwum X i Californication.

## Życiorys

### Wczesne lata
Jest synem Margaret z domu Miller, szkolnej administratorki i nauczycielki, i Amrama Duchovny’ego (1927–2003), scenarzysty i publicysty American Jewish Committee. Miał siostrę Laurie i starszego brata Daniela. Jego ojciec był Żydem, którego rodzina pochodziła z Ukrainy i Polski, a matka Szkotką (luterańską imigrantką z Aberdeen). Ojciec usunął z nazwiska literę "h", aby uniknąć pomyłek, które zdarzały się, gdy służył w wojsku. 
Uczęszczał do Grace Church School i nowojorskiej szkoły dla chłopców The Collegiate School. Należał do Phi Beta Kappa Society. W 1982 ukończył studia na Uniwersytecie Princeton na wydziale literatury angielskiej. Otrzymał tytuł Master of Arts na wydziale literatury angielskiej na Uniwersytecie Yale.

### Kariera
Pojawił się w dwóch scenach jako gość na przyjęciu w komediodramacie Mike’a Nicholsa Pracująca dziewczyna (Working Girl, 1988) z Harrisonem Fordem, Sigourney Weaver i Melanie Griffith. W serialu ABC Miasteczko Twin Peaks (1990-91) grał postać transseksualnej agentki specjalnej Drug Enforcement Administration Denise Bryson. Był narratorem i gospodarzem serialu Showtime Pamiętnik Czerwonego Pantofelka (Red Shoe Diaries, 1992–1999). W dramacie biograficznym Richarda Attenborough Chaplin (1992) z Robertem Downeyem Jr. wystąpił w roli hollywoodzkiego operatora filmowego Rolanda Herberta Totheroha.
Przełom w jego karierze nastąpił w roku 1993, kiedy przyjął rolę agenta specjalnego FBI Foxa Muldera w serialu science fiction Fox Z Archiwum X. W dreszczowcu Kalifornia (1993) u boku Brada Pitta i Juliette Lewis wystąpił jako Brian Kessler, student psychologii, który jako dziennikarz pisze artykuły o seryjnych mordercach.
Od 13 maja 1995 do 9 maja 1998 gościł w Saturday Night Live. W maju 2000 wziął udział w teleturnieju Who Wants to Be a Millionaire?. Wystąpił też w komedii romantycznej Bonnie Hunt Wróć do mnie (Return to Me, 2000) z Minnie Driver i Carrollem O’Connorem, komedii sci-fi Ivana Reitmana Ewolucja (2001) z Seannem Williamem Scottem oraz komedii Bena Stillera Zoolander (2001) jako model J.P. Prewitt. W 2003 pojawił się gościnnie w 84. odcinku serialu HBO Seks w wielkim mieście (Sex and the City) jako Jeremy, ex-przyjaciel z liceum Carrie Bradshaw, który zobowiązał się do leczenia w szpitalu psychiatrycznym w Connecticut. Za rolę  Hanka Moody’ego w serialu Showtime Californication (2007-2014) otrzymał w 2008 roku nagrodę Złoty Glob.
Wyreżyserował trzy odcinki Z archiwum X (1999–2002), komedię Głowa do góry (House of D, 2004) z Robinem Williamsem, Antonem Yelchinem, Erykah Badu i Téą Leoni, jeden z odcinków serialu Kości – pt. Judas on a Pole (2006).
W 2015 nagrał folk-rockowy album Hell or Highwater (wyd. ThinkSay Music)

### Życie prywatne
Był związany z Sheryl Lee (1991–1992), Perrey Reeves (1992–1995), Mandy Komlosy (od października 1992 do czerwca 1993), Sharon Stone (1993), Daną Wheeler-Nicholson (1995–1996), Lisą Loeb (1995), Winoną Ryder (1996), Ashley Judd i Maggie Wheeler.
6 maja 1997 ożenił się z aktorką Téą Leoni. Mają dwoje dzieci: córkę Madelaine West (ur. 24 kwietnia 1999) i syna Kyda Millera (ur. 15 czerwca 2002). 14 czerwca 2014 rozwiedli się.
Duchovny był wegetarianem, a w 2007 roku  przeszedł na pescowegetarianizm.
28 sierpnia 2008 Duchovny ogłosił, że dobrowolnie zgłosił się do kliniki odwykowej, gdzie leczy się z uzależnienia od seksu i od internetowych stron pornograficznych.

## Filmografia

### filmy fabularne
- 1988 – Pracująca dziewczyna (Working Girl) – Gość na przyjęciu
- 1988 – Nowy rok (New Year's Day) – Billy
- 1990 – Bad Influence – gość z klubu
- 1990 – "Numerek na boku" (Denial) – John
- 1991 – Nie mówcie mamie, że opiekunka nie żyje (Don’t Tell Mom the Babysitter’s Dead) – Bruce
- 1991 – Ekstaza (The Rapture) – Randy
- 1991 – Julia ma dwóch kochanków (Julia Has Two Lovers) – Daniel
- 1992 – Beethoven – Brad
- 1992 – Chaplin – Rollie Totheroh
- 1992 – Wenecja (Venice/Venice) – Dylan
- 1992 – Dziecko za wszelką cenę (Baby Snatcher) – David
- 1992 – Ruby – oficer Tippit
- 1993 – Kalifornia – Brian Kessler
- 1997 – Udając Boga (Playing God) – Eugene Sands
- 1998 – Z Archiwum X: Pokonać przyszłość – agent specjalny Fox Mulder
- 2000 – Wróć do mnie (Return to me) – Bob Rueland
- 2001 – Zoolander – J.P. Prewitt
- 2001 – Ewolucja – Ira Kane
- 2002 – Full Frontal. Wszystko na wierzchu (Full Frontal) – Bill/Gus
- 2004 – Głowa do góry (House of D) – Tom Warshaw
- 2004 – Connie i Carla (Connie and Carla) – Jeff
- 2004 – My Dark Places – James Ellroy
- 2005 – Kwestia zaufania (Trust the Man) – Tom
- 2006 – Tak się robi telewizję (The TV Set) – Mike Klein
- 2006 – Queer Duck: The Movie – maleńki Jezus (głos)
- 2007 – Druga szansa (Things We Lost in the Fire) – Brian Burke
- 2007 – Sekret (The Secret / Si j’étais toi) – Dr Benjamin Marris
- 2008 – Z Archiwum X: Chcę wierzyć (The X-Files – I want to Believe) – Fox Mulder
- 2009 – Niedościgli Jonesonowie (The Joneses) – Steve Jones
- 2011 – Kozy (Goats) – Człowiek Kozioł
- 2013 – Phantom – Bruni
- 2013 – Relative Insanity – Trent
- 2013 – Więcej niż słowa (Louder Than Words) – John Fareri

#### seriale i miniseriale
- 1992–1999 – Pamiętnik Czerwonego Pantofelka (Red Shoe Diaries) – narrator; Jake Winters
- 1993–2002 – Z archiwum X – agent Fox Mulder (z przerwami)
- 2007–2014 – Californication – Hank Moody
- 2015–2016 – Era Wodnika – Sam Hodiak
- 2016–2018 – Z archiwum X – agent Fox Mulder

#### seriale i miniseriale – występy gościnne
- 1990–1991 – Miasteczko Twin Peaks jako agentka specjalna Denise Bryson (3 odcinki)
- 1995 – Eek! the Cat jako agent Mulder (głos, 1 odcinek)
- 1996 – Frasier jako Tom (1 odcinek)
- 1996 – Gwiezdna eskadra (Space: Above and Beyond) jako Przystojny Alvin (1 odcinek)
- 1996 – Duckman: Private Dick/Family Man jako Richard (głos, 1 odcinek)
- 1997 – Millenium jako Bobby Wingood (1 odcinek)
- 1997 – Simpsonowie jako agent Mulder (głos, 1 odcinek)
- 2001 – Samotni strzelcy (The Lone Gunmen) jako agent Fox Mulder (1 odcinek)
- 2002 – Life with Bonnie jako Johnny Volcano (2 odcinki)
- 2003 – Seks w wielkim mieście (Sex and the City) jako Jeremy Wade (Sezon 6 odcinek 10, „Boy, Interrupted”)

inne
- 1998 – The X Files Game (gra komputerowa) jako agent Fox Mulder
- 2003 – XIII (gra komputerowa) jako XIII
- 2004 – The X Files: Resist or Serve (gra komputerowa) jako agent Fox Mulder (głos)
- 2005 – Area 51 (gra komputerowa) jako Ethan Cole (głos)

## Nagrody i nominacje
|      |                                  |                                                   |                        |  |  |
| 1996 | Nagroda Satelita                 | Najlepszy aktor w serialu dramatycznym            | Z Archiwum X           |  |  |
| 1997 | Złoty Glob                       | Najlepszy aktor w serialu dramatycznym            | Z Archiwum X           |  |  |
| 2007 | Złoty Glob                       | Najlepszy aktor w serialu komediowym lub musicalu | Californication        |  |  |
|      |                                  |                                                   |                        |  |  |
| Rok  | Nominacja                        | Kategoria                                         | Serial                 |  |  |
| 1995 | Nagroda Gildii Aktorów Filmowych | Najlepszy aktor w serialu dramatycznym            | Z Archiwum X           |  |  |
| 1995 | Złoty Glob                       | Najlepszy aktor w serialu dramatycznym            | Z Archiwum X           |  |  |
| 1996 | Nagroda Gildii Aktorów Filmowych | Najlepszy aktor w serialu dramatycznym            | Z Archiwum X           |  |  |
| 1996 | Złoty Glob                       | Najlepszy aktor w serialu dramatycznym            | Z Archiwum X           |  |  |
| 1996 | Saturn                           | Najlepszy aktor telewizyjny                       | Z Archiwum X           |  |  |
| 1997 | Nagroda Emmy                     | Najlepszy gościnny występ w serialu komediowym    | The Larry Sanders Show |  |  |
| 1997 | Nagroda Gildii Aktorów Filmowych | Najlepszy aktor w serialu dramatycznym            | Z Archiwum X           |  |  |
| 1997 | Złoty Glob                       | Najlepszy aktor w serialu dramatycznym            | Z Archiwum X           |  |  |
| 1997 | Nagroda Satelita                 | Najlepszy aktor w serialu dramatycznym            | Z Archiwum X           |  |  |
| 1997 | Nagroda Emmy                     | Najlepszy aktor w serialu dramatycznym            | Z Archiwum X           |  |  |
| 1997 | Saturn                           | Najlepszy aktor telewizyjny                       | Z Archiwum X           |  |  |
| 1998 | Nagroda Gildii Aktorów Filmowych | Najlepszy aktor w serialu dramatycznym            | Z Archiwum X           |  |  |
| 1998 | Saturn                           | Najlepszy aktor telewizyjny                       | Z Archiwum X           |  |  |
| 1998 | Złoty Glob                       | Najlepszy aktor w serialu dramatycznym            | Z Archiwum X           |  |  |
| 1998 | Nagroda Emmy                     | Najlepszy aktor w serialu dramatycznym            | Z Archiwum X           |  |  |
| 1999 | Nagroda Gildii Aktorów Filmowych | Najlepszy aktor w serialu dramatycznym            | Z Archiwum X           |  |  |
| 2000 | Nickelodeon Kids' Choice Awards  | Najlepszy aktor w serialu dramatycznym            | Z Archiwum X           |  |  |
| 2003 | Nagroda Emmy                     | Najlepszy gościnny występ w serialu komediowym    | Life with Bonnie       |  |  |
| 2008 | Nagroda Satelita                 | Najlepszy aktor w serialu komediowym              | Californication        |  |  |
| 2008 | Nagroda Ewwy                     | Najlepszy aktor w serialu komediowym              | Californication        |  |  |
| 2008 | Nagroda Gildii Aktorów Filmowych | Najlepszy aktor w serialu komediowym              | Californication        |  |  |
| 2008 | Złoty Glob                       | Najlepszy aktor w serialu komediowym lub musicalu | Californication        |  |  |
| 2009 | Złoty Glob                       | Najlepszy aktor w serialu komediowym lub musicalu | Californication        |  |  |

## Publikacje
- David Duchovny, Natalya Balnova, Holly Cow: A Modern-Day Dairy Tale, 2015, Farrar, Straus and Giroux, ISBN 978-0-374-17207-7
- David Duchovny, Bucky F*cking Dent: A Novel, 2016, Farrar, Straus and Giroux, ISBN 978-0-374-11042-0

## Dyskografia
- Hell or Highwater (2015, ThinkSay Music)
- Every Third Thought (2018, Westbound Kyd)